# Pottsville Packers
I Pottsville Packers sono stati una franchigia di pallacanestro della EPBL, con sede a Pottsville, in Pennsylvania, attivi tra il 1946 e il 1952.
Nacquero a Binghamton come Binghamton Triplets. Si trasferirono a Pottsville già durante la prima stagione con il nome di Pottsville Pros. L'anno successivo modificarono il nome in Pottsville Packers. Vinsero due titoli: il primo nel 1949 e il secondo nel 1952. Scomparvero dopo aver vinto il secondo titolo.

## Stagioni
| Stagione | Lega | Denominazione                       | V  | P  | %    | Piazzamento | Play-off   |
| -------- | ---- | ----------------------------------- | -- | -- | ---- | ----------- | ---------- |
| 1946-47  | EPBL | Binghamton Triplets/Pottsville Pros | 7  | 20 | 25,9 | 6º          | -          |
| 1947-48  | EPBL | Pottsville Packers                  | 19 | 9  | 67,9 | 2º          | Semifinale |
| 1948-49  | EPBL | Pottsville Packers                  | 16 | 14 | 53,3 | 4º          | Campioni   |
| 1949-50  | EPBL | Pottsville Packers                  | 16 | 12 | 57,1 | 2º          | Semifinale |
| 1950-51  | EPBL | Pottsville Packers                  | 12 | 16 | 42,9 | 4º          | -          |
| 1951-52  | EPBL | Pottsville Packers                  | 21 | 9  | 70,0 | 1º          | Campioni   |